# Почаївський провулок (Київ)
Почаївський прову́лок — провулок у Голосіївському районі міста Києва, місцевість Забайків'я. Пролягає від Забайківської вулиці до кінця забудови.

## Історія
Провулок виник наприкінці XIX століття, мав назву Овражний. Близько 1913 року отримав назву Драгомировська вулиця, за ім'ям російського військового та державного діяча Драгомирова Михайла Івановича. 1952 року одержав назву Псковський провулок. 
Сучасна назва на честь міста Почаїв — з 25 серпня 2022 року.